# Per ultimo il cuore
Per ultimo il cuore (The Heart Goes Last) è un romanzo distopico della scrittrice canadese Margaret Atwood del 2013.

## Storia editoriale
Il romanzo è stato pubblicato per la prima volta diviso in quattro puntate, uscite nel 2013 in formato e-book col titolo Positron; nel 2015 l'opera è stata ripubblicata in formato cartaceo col nuovo titolo The Heart Goes Last.
Nel 2016 il romanzo ha vinto il premio The Kitschies assegnato in Gran Bretagna alle "opere speculative fantastiche che elevano il livello della letteratura di genere".

## Trama
I coniugi Charmaine e Stan vivono in stato di indigenza, a causa della crisi economica che si è abbattuta sul loro Paese e abitano nella loro auto. La soluzione alle loro difficoltà arriva inaspettata quando vengono prescelti per un progetto sperimentale nelle città gemelle di Consilience e di Positron. Per sei mesi avranno diritto a vivere nella città modello di Consilience, in una bella casa con un bel lavoro. Dopo sei mesi, però, dovranno trasferirsi nelle città prigione di Positron ove dovranno vivere separati. Le clausole del contratto è che non abbiano più contatti con il mondo esterno. Nella città di Consilience si svolgono, alla luce del sole, affari vergognosi: traffico di organi a vantaggio dei ricchi che abitano all'esterno, manipolazioni sessuali e trasfusioni di sangue dietro compenso.

## Edizioni
- (EN) Margaret Atwood, I'm Starved for You, Positron, n. 1/4, Byliner Inc., marzo 2012, ISBN 9781614520252. (e-book)
- (EN) Margaret Atwood, Choke Collar, Positron, n. 2/4, Byliner Inc., agosto 2012, ISBN 9781614520399. (e-book)
- (EN) Margaret Atwood, Erase Me, Positron, n. 3/4, Byliner Inc., dicembre 2012, ISBN 9781614520443. (e-book)
- (EN) Margaret Atwood, The Heart Goes Last, Positron, n. 4/4, Byliner Inc., maggio 2013, ISBN 9781614520818. (e-book)
- (EN) Margaret Atwood, The Heart Goes Last, 1ª ed., Toronto, McClelland & Stewart, 2015, ISBN 978-0-7710-0911-2.
- (EN) Margaret Atwood, The Heart Goes Last, Londra, Bloomsbury, 2015.
- (EN) Margaret Atwood, The Heart Goes Last, New York, Doubleday, 2015.
- Margaret Atwood, Per ultimo il cuore, traduzione di Elisa Banfi, Milano, Ponte alle Grazie, 2016, ISBN 9788868335670.
- (FR) Margaret Atwood, C'est le coeur qui lâche en dernier, traduzione di Michèle Albaret-Maatsch, Parigi, Éditions Robert Laffont, 2017, ISBN 9782221203538.
- (DE) Margaret Atwood, Das Herz kommt zuletzt, traduzione di Monika Baark, Berlino, Berlin, 2017, ISBN 978-3-8270-1335-4.
- (PT) Margaret Atwood, O coração é o último a morrer, traduzione di Geni Hirata, Rio de Janeiro, Rocco, 2022, ISBN 9786555951004.